# Ria Oomen
Ria Oomen- Ruijten (6 de septiembre de 1950 en Echt, Limburgo) es una política neerlandesa y eurodiputada del Parlamento Europeo. 

## Biografía
Es miembro del Partido Demócrata Cristiano de los Países Bajos (CDA) y del Partido Popular Europeo (Demócrata-cristianos). Es miembro de la comisión de Asuntos Exteriores y suplente en la comisión de Empleo y Asuntos Sociales de la Eurocáma. Anteriormente, fue miembro del Parlamento de los Países Bajos (junio 1981-septiembre 1989). Se ocupó principalmente de los asuntos sociales.
Desde mayo de 1985, ocupó el cargo de presidenta de la fundación neerlandesa de quejas de los consumidores (De Geschillencommissie). La fundación se ocupa de gestionar las quejas de los consumidores y entre las empresas. A partir de enero de 2013 Hein Blocks la sustituyó en el puesto.
- Datos: Q461460
- Multimedia: Ria Oomen-Ruijten / Q461460